# Ron Lea
Ron Lea (Montréal, 2 novembre 1952) è un attore canadese.

## Biografia
Nato a Montreal, ha frequentato l'Università Concordia. Ha studiato recitazione alla National Theatre School of Canada.
Tra il 90 e il 94, ha interpretato Brian Malony in Street Legal, per il quale ha vinto il Gemini Awards come miglior attore protagonista nel 1995. Nel 2008, è stato nuovamente nominato per un Gemini Award, per il ruolo di Cliff Barry nel film televisivo Victor. Ha recitato in un singolo episodio di Flashpoint (2009), per il quale è stato nominato ai Gemini Award come miglior attore non protagonista.

## Filmografia parziale

### Cinema
- Compleanno di sangue (Happy Birthday to Me), regia di J. Lee Thompson (1981)
- La maledizione di Janice (Eternal Evil), regia di George Mihalka (1985)
- Legge criminale (Criminal Law), regia di Martin Campbell (1988)
- Tommy Tricker e il francobollo magico (Tommy Tricker and the Stamp Traveller), regia di Michael Rubbo (1988)
- The Gunrunner, regia di Nardo Castillo (1989)
- Clearcut, regia di Ryszard Bugajski (1991)
- The Neighbor, regia di Rodney Gibbons (1993)
- La mappa del mondo (A Map of the World), regia di Scott Elliott (1999)
- La regola del sospetto (The Recruit), regia di Roger Donaldson (2003)
- Una casa alla fine del mondo (A Home at the End of the World), regia di Michael Mayer (2004)
- The Sentinel - Il traditore al tuo fianco (The Sentinel), regia di Clark Johnson (2006)
- Steel Toes, regia di David Grow (2007)
- Saw IV, regia di Darren Lynn Bousman (2007)
- Punisher - Zona di guerra (Punisher: War Zone), regia di Lexi Alexander (2008)
- The Stranger, regia di Robert Lieberman (2010)
- Cyberstalker, regia di Curtis Crawford (2012)
- Imaginaerum, regia di Stobe Harju (2012)
- Brick Mansions, regia di Camille Delamarre (2014)
- XX - Donne da morire (XX), regia di Karyn Kusama (2017)
- Georgetown, regia di Christoph Waltz (2019)

### Televisione
- I viaggiatori delle tenebre (The Hitchhiker) – serie TV, 2 episodi (1984-1989)
- La guerra dei mondi (War of the Worlds) – serie TV, un episodio (1990)
- E.N.G. - Presa diretta (E.N.G.) – serie TV, un episodio (1990)
- Street Legal – serie TV, 51 episodi (1990-1994)
- RoboCop – serie TV, un episodio (1994)
- Due South - Due poliziotti a Chicago (Due South) – serie TV, 2 episodi (1994)
- Catwalk – serie TV, 13 episodi (1994-1995)
- TekWar – serie TV, un episodio (1995)
- Buon natale, Ebbie! (Miracle at Christmas: Ebbie's Story), regia di George Kaczender – film TV (1995)
- F/X (F/X: The Series) – serie TV, un episodio (1996)
- Piccoli brividi (Goosebumps) – serie TV, 2 episodi (1997)
- Wind at My Back – serie TV, 18 episodi (1998-2000)
- Once a Thief – serie TV, un episodio (1998)
- PSI Factor – serie TV, un episodio (1998)
- The Practice - Professione avvocati (The Practice) – serie TV, un episodio (1999)
- Un detective in corsia (Diagnosis: Murder) – serie TV, un episodio (1999)
- Doc – serie TV, 88 episodi (2001-2005)
- L'undicesima ora (The Eleventh Hour) – serie TV, un episodio (2002)
- Agente speciale Sue Thomas (Sue Thomas: F.B.Eye) – serie TV, 2 episodi (2002-2005)
- Mutant X – serie TV, un episodio (2003)
- Blue Murder – serie TV, 2 episodi (2003-2004)
- Alla corte di Alice (This Is Wonderland) – serie TV, 13 episodi (2005-2006)
- Angela's Eyes – serie TV, un episodio (2006)
- 11 settembre - Tragedia annunciata (The Path to 9/11) – serie TV, 2 episodi (2006)
- The State Within - Giochi di potere (The State Within) – serie TV, 4 episodi (2006)
- Finché morte non ci separi ('Til Death Do Us Part) – serie TV, un episodio (2007)
- Reaper - In missione per il Diavolo (Reaper) – serie TV, un episodio (2007)
- Victor, regia di Jerry Ciccoritti – film TV (2008)
- Supernatural – serie TV, un episodio (2008)
- Anne of Green Gables: A New Beginning, regia di Kevin Sullivan – film TV (2008)
- Flashpoint – serie TV, un episodio (2009)
- Impatto dal cielo (Impact) – serie TV, un episodio (2009)
- Shattered – serie TV, un episodio (2010)
- Tower Prep – serie TV, un episodio (2010)
- Smallville – serie TV, un episodio (2010)
- Endgame – serie TV, un episodio (2011)
- King – serie TV, un episodio (2012)
- Saving Hope – serie TV, un episodio (2012)
- Lost Girl – serie TV, un episodio (2012)
- Being Human – serie TV, 2 episodi (2013)
- Bomb Girls – serie TV, 2 episodi (2013)
- Copper – serie TV, 2 episodi (2013)
- Orphan Black – serie TV, 11 episodi (2011)
- Come creare il ragazzo perfetto (How to Build a Better Boy), regia di Paul Hoen – film TV (2014)
- Reign – serie TV, un episodio (2014)
- Covert Affairs – serie TV, un episodio (2014)
- Good Witch – serie TV, 4 episodi (2015)
- The Strain – serie TV, 4 episodi (2015)
- Rogue – serie TV, 2 episodi (2016)
- Killjoys – serie TV, 2 episodi (2016-2018)
- American Gods – serie TV, un episodio (2017)
- Private Eyes – serie TV, episodio 2x06 (2017)
- Suits – serie TV, un episodio (2019)
- La nostalgia del Natale (Nostalgic Christmas), regia di J.B. Sugar – film TV (2019)
- Workin' Moms – serie TV, 2 episodi (2020)
- Cardinal – serie TV, un episodio (2020)
- La chiave del Natale (Unlocking Christmas), regia di Don McBrearty - film TV (2020)
- Nuit Blanche - serie TV, 14 episodi (2021-2024)
- Hudson & Rex - serie TV, episodio 3x11 (2021)
- In the Dark – serie TV, 2 episodi (2022)
- Painkiller - serie TV, 6 episodi (2023)
- Transplant - serie TV, 3 episodi (2023)
- I misteri di Murdoch (Murdoch Mysteries) - serie TV, episodio 18x09 (2025)

## Doppiatori italiani
Nelle versioni in italiano delle opere in cui ha recitato, Ron Lea è stato doppiato da:
- Stefano Oppedisano in Suits, La nostalgia del Natale, Un Natale da salvare
- Luca Biagini in The State Within - Giochi di potere, Painkiller
- Vladimiro Conti in Un cucciolo per Natale, Case e misteri
- Luca Dal Fabbro in Come creare il ragazzo perfetto, Fiori e delitti
- Mario Pardi in Street Legal
- Gino La Monica in RoboCop
- Riccardo Rovatti in Piccoli brividi
- Antonio Sanna in Doc
- Giorgio Locuratolo in La regola del sospetto
- Paolo Marchese in Saw IV
- Michele Gammino in Punisher - Zona di guerra
- Sergio Luzi in The Phantom
- Marco Mete in Smallville
- Natale Ciravolo in Burden of Evil - Il peso del male
- Pierluigi Astore in Cyberstalker - Connessioni pericolose
- Luciano Roffi in Good Witch
- Luigi Scribani in The Strain
- Raffele Palmieri in Un amore inaspettato
- Paolo Buglioni in Hudson & Rex
- Gianni Giuliano in Workin' Moms
- Teo Bellia ne La chiave del Natale
- Guido Sagliocca in Georgetown
- Ambrogio Colombo in Transplant